# المار ریمان
المار ریمان (استونیایی: Elmar Reimann; ۲ ژانویهٔ ۱۸۹۳ – ۲۱ آوریل ۱۹۶۳) دونده ماراتن اهل استونی بود.
وی در مسابقات دو ماراتن در بازی‌های المپیک تابستانی ۱۹۱۲ و بازی‌های المپیک تابستانی ۱۹۲۴ شرکت کرده بود.